# Hasparren
Hasparren (prononcé [aspaʁɛ̃] ; Hazparne en basque) est une commune française, située dans le département des Pyrénées-Atlantiques en région Nouvelle-Aquitaine.
Le gentilé est Hazpandar,.

## Géographie

### Localisation
La commune d'Hasparren se trouve dans le département des Pyrénées-Atlantiques, en région Nouvelle-Aquitaine.
Elle se situe à 107 km par la route de Pau, préfecture du département, à 25 km de Bayonne, sous-préfecture, et à 9,7 km de Cambo-les-Bains, bureau centralisateur du canton de Baïgura et Mondarrain dont dépend la commune depuis 2015 pour les élections départementales.
La commune est par ailleurs ville-centre du bassin de vie de Hasparren.
Les communes les plus proches sont : 
Bonloc (3,6 km), Ayherre (4,2 km), Mendionde (5,0 km), Macaye (5,7 km), La Bastide-Clairence (6,4 km), Isturits (8,3 km), Cambo-les-Bains (8,4 km), Louhossoa (8,6 km).
Sur le plan historique et culturel, Hasparren fait partie de la province du Labourd, un des sept territoires composant le Pays basque,. Le Labourd est traversé par la vallée alluviale de la Nive et rassemble les plus beaux villages du Pays basque. Depuis 1999, l'Académie de la langue basque ou Euskaltzaindia divise le territoire du Labourd en six zones,. La commune est dans la zone Lapurdi Ekialdea (Labourd-Est), à l’est de ce territoire.

### Communes limitrophes
Les communes limitrophes sont  Ayherre, Bardos, Bonloc, Briscous, Cambo-les-Bains, Halsou, Jatxou, La Bastide-Clairence, Macaye, Mendionde, Mouguerre et Urt.
| Mouguerre, Jatxou | Briscous  | Urt, Bardos, La Bastide-Clairence |
| Halsou            | Hasparren | Ayherre                           |
| Cambo-les-Bains   | Macaye    | Bonloc, Mendionde                 |

### Hydrographie

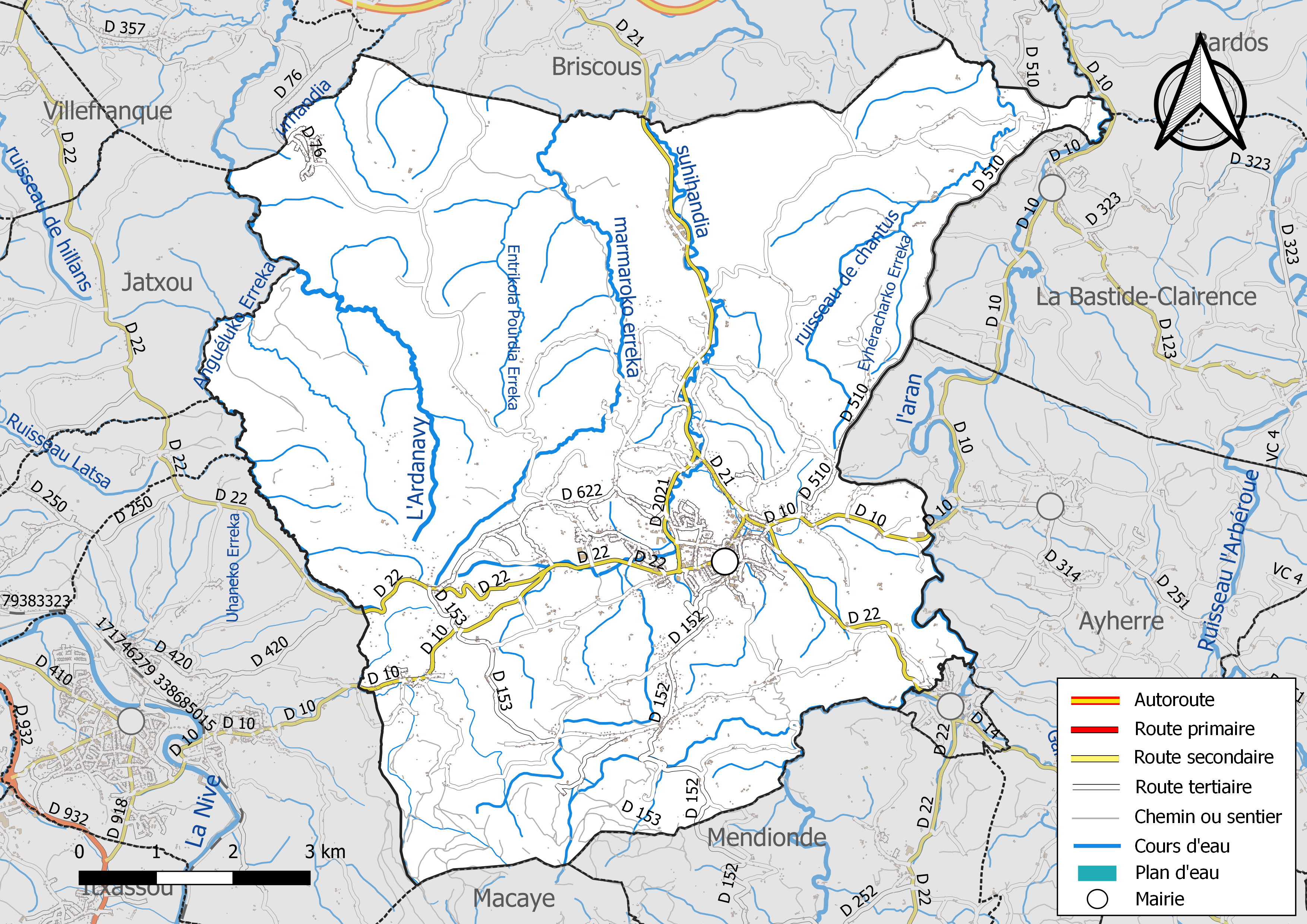
Réseaux hydrographique et routier d'Hasparren.

La commune est drainée par l'Aran, l'Ardanavy, le ruisseau Hasquette, le ruisseau Suhyhandia, Anguéluko erreka, le ruisseau de chantus, ur Handia, un bras de la Joyeuse, Entrikola Pourdia erreka, Eyhéracharko erreka, et par divers petits cours d'eau, constituant un réseau hydrographique de 122 km de longueur totale,.
L'Aran, d'une longueur totale de 48,3 km, prend sa source dans la commune d'Hélette et s'écoule du sud vers le nord. Il traverse la commune et se jette dans l'Adour à Urt, après avoir traversé 8 communes.
L'Ardanavy, d'une longueur totale de 25,7 km, prend sa source dans la commune et s'écoule du sud vers le nord. Il traverse la commune et se jette dans l'Adour à Urcuit, après avoir traversé 6 communes.

### Climat
Pour des articles plus généraux, voir Climat de la Nouvelle-Aquitaine et Climat des Pyrénées-Atlantiques.
Historiquement, la commune est exposée à un micro climat océanique basque.  
En 2020, Météo-France publie une typologie des climats de la France métropolitaine dans laquelle la commune est exposée à un climat de montagne et est dans la région climatique Pyrénées atlantiques, caractérisée par une pluviométrie élevée (>1 200 mm/an) en toutes saisons, des hivers très doux (7,5 °C en plaine) et des vents faibles.
Pour la période 1971-2000, la température annuelle moyenne est de 13,9 °C, avec une amplitude thermique annuelle de 13 °C. Le cumul annuel moyen de précipitations est de 1 548 mm, avec 13,2 jours de précipitations en janvier et 8,8 jours en juillet. Pour la période 1991-2020, la température moyenne annuelle observée sur la station météorologique la plus proche, située sur la commune d'Espelette à 13 km à vol d'oiseau, est de 14,6 °C et le cumul annuel moyen de précipitations est de 1 723,4 mm,. Pour l'avenir, les paramètres climatiques de la commune estimés pour 2050 selon différents scénarios d’émission de gaz à effet de serre sont consultables sur un site dédié publié par Météo-France en novembre 2022.

### Milieux naturels et biodiversité

#### Réseau Natura 2000
Le réseau Natura 2000 est un réseau écologique européen de sites naturels d'intérêt écologique élaboré à partir des Directives « Habitats » et « Oiseaux », constitué de zones spéciales de conservation (ZSC) et de zones de protection spéciale (ZPS).
Trois sites Natura 2000 ont été définis sur la commune au titre de la « directive Habitats », : 
- « la Nive », d'une superficie de 9 473 ha, un des rares bassins versants à accueillir l'ensemble des espèces de poissons migrateurs du territoire français, excepté l'Esturgeon européen[26] ;
- « l'Ardanavy (cours d'eau) », d'une superficie de 626 ha, un cours d'eau des coteaux sud de l'Adour[27] ;
- « la Joyeuse (cours d'eau) », d'une superficie de 1 444 ha, un réseau hydrographique des coteaux basques[28].

#### Zones naturelles d'intérêt écologique, faunistique et floristique
L’inventaire des zones naturelles d'intérêt écologique, faunistique et floristique (ZNIEFF) a pour objectif de réaliser une couverture des zones les plus intéressantes sur le plan écologique, essentiellement dans la perspective d’améliorer la connaissance du patrimoine naturel national et de fournir aux différents décideurs un outil d’aide à la prise en compte de l’environnement dans l’aménagement du territoire.
Trois ZNIEFF de type 2 sont recensées sur la commune, : 
- les « bois et landes de Faldaracon-Eguralde et d'Hasparren » (2 636,71 ha), couvrant 6 communes du département[30] ;
- les « landes du mont Ursuya » (1 051,97 ha), couvrant 3 communes du département[31] ;
- le « réseau hydrographique et vallée de l'Ardanavy » (679,96 ha), couvrant 12 communes du département[32].

## Urbanisme

### Typologie
Au 1er janvier 2024, Hasparren est catégorisée bourg rural, selon la nouvelle grille communale de densité à sept niveaux définie par l'Insee en 2022.
Elle appartient à l'unité urbaine de Hasparren, une unité urbaine monocommunale constituant une ville isolée,. Par ailleurs la commune fait partie de l'aire d'attraction de Bayonne (partie française), dont elle est une commune de la couronne,. Cette aire, qui regroupe 56 communes, est catégorisée dans les aires de 200 000 à moins de 700 000 habitants,.

### Occupation des sols

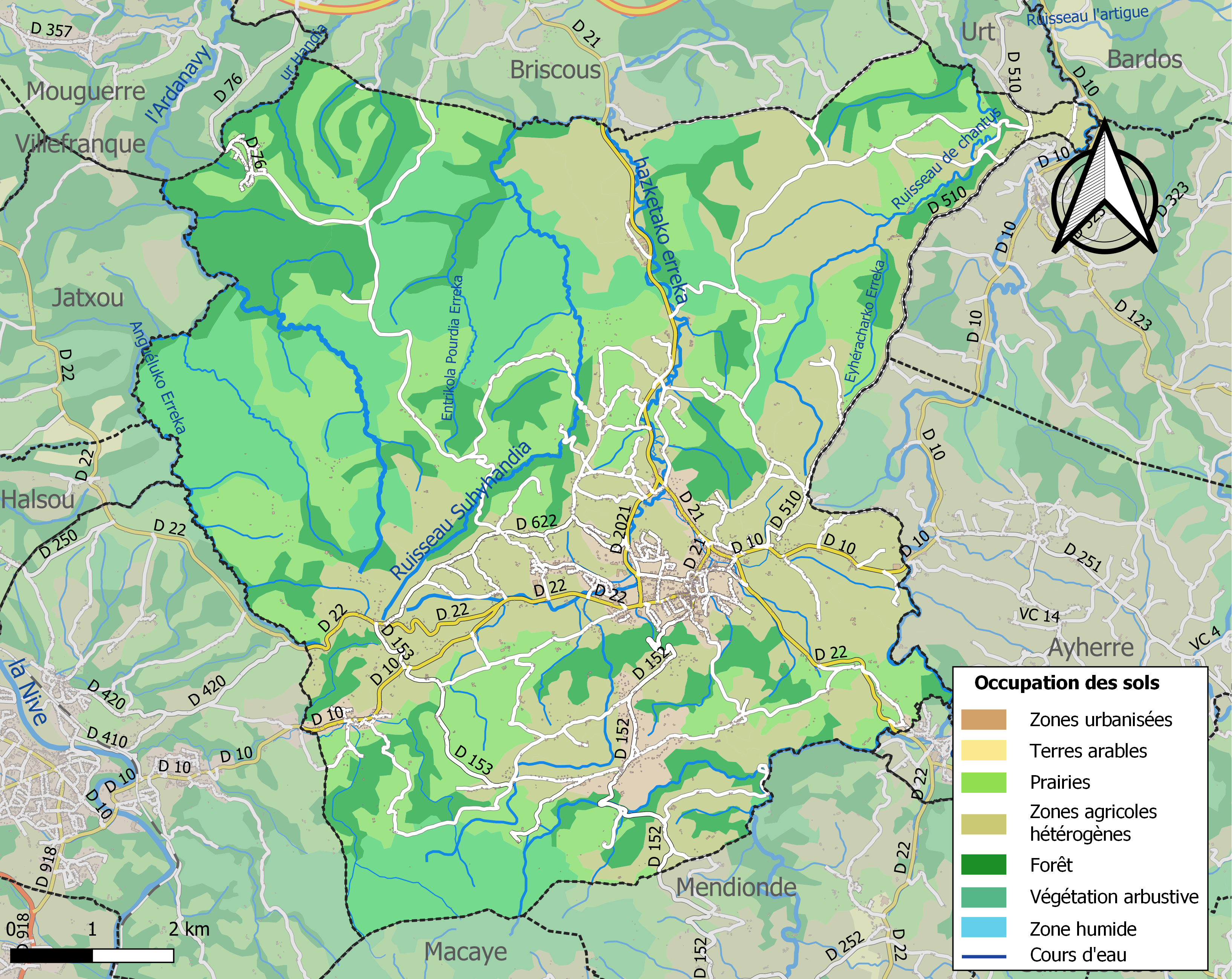
Carte des infrastructures et de l'occupation des sols de la commune en 2018 (CLC).

L'occupation des sols de la commune, telle qu'elle ressort de la base de données européenne d’occupation biophysique des sols Corine Land Cover (CLC), est marquée par l'importance des territoires agricoles (56,7 % en 2018), en diminution par rapport à 1990 (59 %). La répartition détaillée en 2018 est la suivante : 
zones agricoles hétérogènes (31,8 %), prairies (24,9 %), forêts (20 %), milieux à végétation arbustive et/ou herbacée (18,7 %), zones urbanisées (4,6 %). L'évolution de l’occupation des sols de la commune et de ses infrastructures peut être observée sur les différentes représentations cartographiques du territoire : la carte de Cassini (XVIIIe siècle), la carte d'état-major (1820-1866) et les cartes ou photos aériennes de l'IGN pour la période actuelle (1950 à aujourd'hui).

### Lieux-dits et hameaux
Des quartiers composent la commune de Hasparren :
- Labiri 43° 23′ 07″ N, 1° 19′ 40″ O ;
- Elizaberri 43° 23′ 30″ N, 1° 19′ 25″ O ;
- la Coste (la Côte sur les cartes IGN) 43° 24′ 18″ N, 1° 17′ 02″ O ;
- Peña (Pegna sur les cartes IGN) 43° 24′ 20″ N, 1° 18′ 01″ O ;
- Minhotz 43° 23′ 23″ N, 1° 17′ 31″ O ;
- la Ville ;
- Urkoi 43° 22′ 03″ N, 1° 21′ 17″ O ;
- Bas-Labiri et Zelhaia 43° 21′ 52″ N, 1° 18′ 50″ O.
- Paxkoenea
- Sohano
- Pilota Plaza
- Hazketa

### Voies de communication et transports
Hasparren est située sur la route D 10, entre La Bastide-Clairence et Cambo-les-Bains, à l'intersection avec les D 21, D 22 et D 23. Elle a accès à l'autoroute A 64, sortie 3, à hauteur de Briscous.

### Risques majeurs
Le territoire de la commune d'Hasparren est vulnérable à différents aléas naturels : météorologiques (tempête, orage, neige, grand froid, canicule ou sécheresse), inondations, feux de forêts et séisme (sismicité moyenne). Un site publié par le BRGM permet d'évaluer simplement et rapidement les risques d'un bien localisé soit par son adresse soit par le numéro de sa parcelle.
Certaines parties du territoire communal sont susceptibles d’être affectées par le risque d’inondation par une crue torrentielle ou à montée rapide de cours d'eau, notamment l'Aran, l'Ardanavy, le Suhihandia et le Marmaroko erreka. La commune a été reconnue en état de catastrophe naturelle au titre des dommages causés par les inondations et coulées de boue survenues en 1982, 1983, 1988, 1992, 1995, 2001, 2009, 2010 et 2018,.
Hasparren est exposée au risque de feu de forêt. En 2020, le premier plan de protection des forêts contre les incendies (PDPFCI) a été adopté pour la période 2020-2030. La réglementation des usages du feu à l’air libre et les obligations légales de débroussaillement dans le département des Pyrénées-Atlantiques font l'objet d'une consultation de public ouverte du 16 septembre au 7 octobre 2022,.

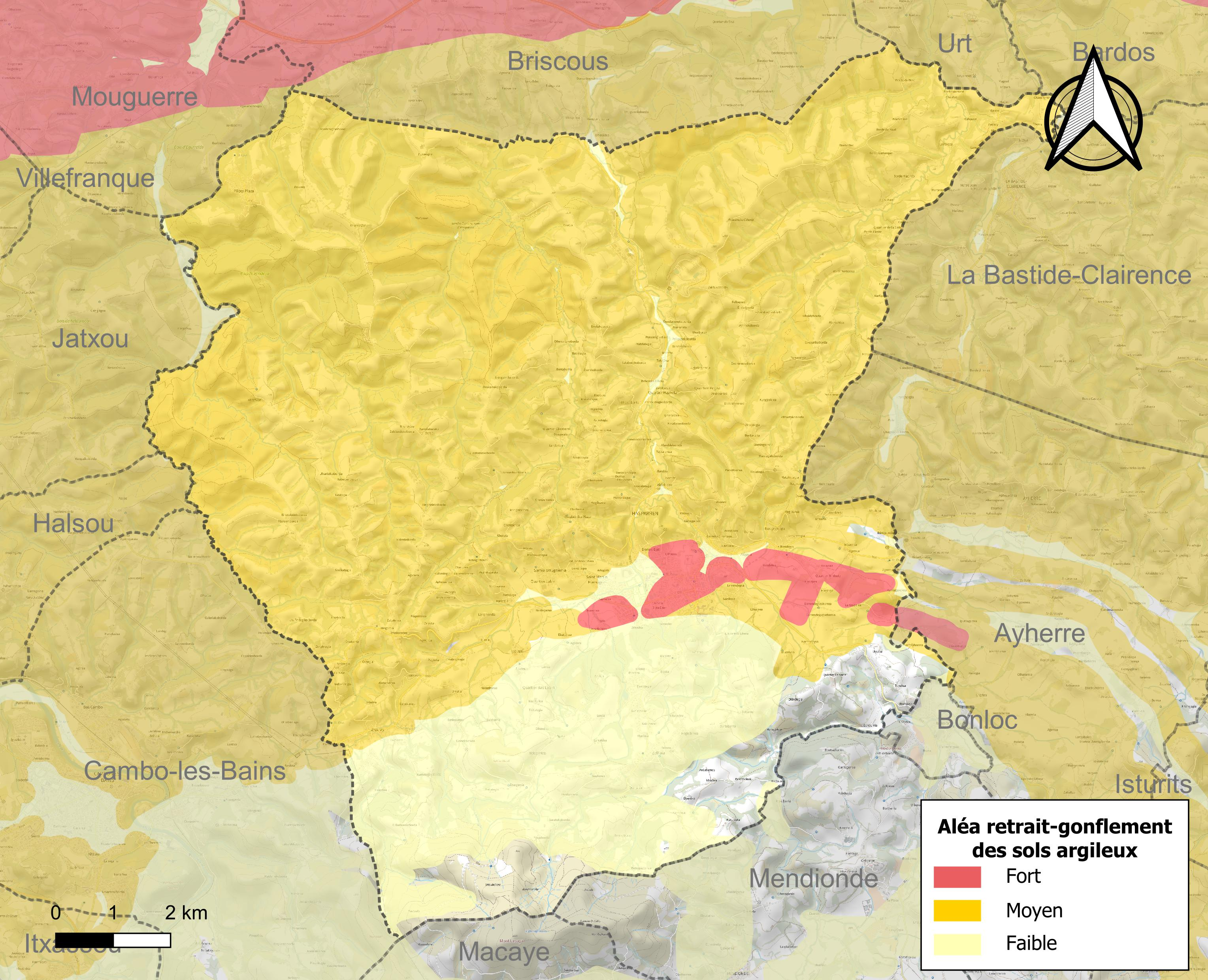
Carte des zones d'aléa retrait-gonflement des sols argileux d'Hasparren.

Le retrait-gonflement des sols argileux est susceptible d'engendrer des dommages importants aux bâtiments en cas d’alternance de périodes de sécheresse et de pluie. 77,2 % de la superficie communale est en aléa moyen ou fort (59 % au niveau départemental et 48,5 % au niveau national). Depuis le 1er octobre 2020, en application de la loi ELAN, différentes contraintes s'imposent aux vendeurs, maîtres d'ouvrages ou constructeurs de biens situés dans une zone classée en aléa moyen ou fort,.
Concernant les mouvements de terrains, la commune a été reconnue en état de catastrophe naturelle au titre des dommages causés par la sécheresse en 1992, 2003 et 2005 et par des mouvements de terrain en 2010, 2014 et 2019.

## Toponymie

### Attestations anciennes
Il est documenté sous les formes 
Hesperenne (1247, cartulaire de Bayonne), 
Sanctus Johannes de Ahesparren, Hesparren et Haesparren (respectivement 1255, et 1288 pour les deux dernières formes, chapitre de Bayonne), 
Ahezparenne (1288, rôles gascons), 
Esparren (1310, cartulaire de Bayonne), 
Aezparren, Hesperren, Hasparrem et Hesparrem (respectivement 1348 pour les deux premières formes et 1501 pour les deux dernières, chapitre de Bayonne),
Hasparn et Haspar (respectivement 1686 et 1754, collations du diocèse de Bayonne),
Hasparre (Carte des Pays Basques de France et d'Espagne) et
Hazparne au XIXe siècle.

### Étymologie
Le toponyme Hasparren provient d'un ancien Ahaitz-barren(a) > Ahaizparren(a), composé de la racine basque ahaitz qui indique une hauteur intermédiaire et de barren « de l'intérieur » — et non pas de Haritz barne « chêne de l'intérieur » comme le disait la tradition locale.

### Autres toponymes
Le toponyme Elizaberri apparaît sous la forme Éliçaberria (1863, dictionnaire topographique Béarn-Pays basque).
Le toponyme Urcuray apparaît sous la forme Saint-Joseph d'Urcuraye (1662, collations du diocèse de Bayonne).

Le toponyme Celhay apparaît sous la forme Célay (1863, dictionnaire topographique Béarn-Pays basque).

### Graphie basque
Son nom basque actuel est Hazparne.

## Histoire

### Protohistoire
Relief stratégique pour Hasparren et Macaye, l'Ursuya a hébergé plusieurs forts protohistoriques (gaztelu zahar).

### Inscription d'Hasparren

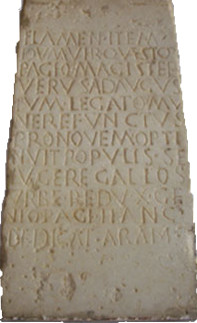
Stèle romaine.

Hasparren entre dans l'histoire avec la fameuse inscription lapidaire latine de la « plaque commémorative antique relative à la construction de la province de Novempopulanie ». Elle est référencée dans le CIL (Corpus Inscriptionum Latinarum) sous le numéro XIII, 412 et dans les ILS (Inscriptiones Latinae Selectae) sous le numéro 6961.
Description
Le monument de marbre blanc, connu comme la pierre,, ou la stèle romaine de ou d'Hasparren,,, se présente aujourd'hui comme une plaque rectangulaire de 68,3 centimètres de hauteur, et 32,8 centimètres de largeur, pour environ cinq centimètres d'épaisseur.
On peut y lire :
« Flamen item / du(u)mvir quaestor / pagiq(ue) magister / Verus ad Augus/tum legatum mu/nere functus / pro novem opti/nuit populis se / iungere Gallos / urbe redux Ge/nio pagi hanc / dedicat aram »
que l'on peut traduire ainsi :
« Flamine (prêtre du culte impérial), et aussi duumvir (membre d'un collège de deux magistrats dirigeant la cité), questeur (percepteur), et administrateur du pays.
Verus, chargé d'une ambassade auprès d'Auguste (l'empereur),
a obtenu pour les neuf peuples d'être joints aux Gaulois / d'être séparés des Gaulois ;
de retour de la Ville (Rome), il dédie cet autel au Génie du pays. ».
Découverte
Le monument a été découvert en 1660, dans les fondations, du maître-autel, de l'ancienne église, paroissiale Saint-Jean-Baptiste,, à l'occasion de travaux de réfection et d'agrandissement de l'édifice.
Publication
L'inscription lapidaire a été publiée, pour la première fois, par le chanoine et historien français René Veillet,, théologal du diocèse de Bayonne, dans sa dissertation parue dans le Journal de Trévoux en octobre 1703 avant sa réponse à des objections qui lui avaient été opposées.
Datation
La datation de l'inscription est incertaine.
Theodor Mommsen (1817-1903) a défendu une datation tardive, de peu antérieure à Dioclétien, position reprise par Jean-François Bladé (1827-1900) avec lequel Mommsen a entretenu une correspondance suivie. Hermann Dessau (1856-1931) a penché pour l'époque de la Tétrarchie. Jean-Baptiste Daranatz (1870-1945) a proposé l'époque de Carin, prédécesseur de Dioclétien et dernier empereur représenté sur les monnaies du Trésor d'Hasparren.
En 2015, dans les Inscriptions Latines d'Aquitaine, les auteurs retiennent une datation de 275 - 285.
La datation reste aujourd'hui débattue.
Interprétation
C'est en effet à cette époque que la réforme de Dioclétien a réorganisé la carte administrative de l'Empire, divisant l'Aquitaine (comme la totalité des provinces de l'empire, devenues sans doute trop difficiles à gérer) en de moins vastes districts dont il était plus facile de contrôler les impôts. Ces nouvelles provinces plus petites sont, dans le cas de la subdivision de l'Aquitaine au nombre de trois, parmi lesquelles la Novempopulanie qui correspond à l'Aquitaine de l'époque Jules César (sud de la Garonne). Ce document est le plus souvent interprété comme une preuve de l'altérité opposant les neuf peuples aquitains (Euskariens ou proto-Basques ?) aux peuples gallo-romains, mais la procédure évoquée par la dédicace n'est qu'une réforme de l'administration romaine sans portée politique. La Novempopulanie demeure rattachée au diocèse des Gaules. C'est cependant l'interprétation retenue par les Inscriptions Latines d'Aquitaine.

Cette lecture a longtemps prévalu, s'appuyant mal sur Bladé et Mommsen. En effet, les deux savants, traduisaient dès l'origine se iungere en "se joignant", mais c'est l'inverse qui s'est imposé (seiungere "séparer"),. Cette inscription commémorerait la réunion de la Novempopulanie à la Gaule, que Mommsen imagine s'être fait au détriment de l'Hispanie. Elle pourrait être confortée par l'emploi de Gallos à l'accusatif et non pas à l'ablatif. 
Conservation et exposition
Le monument est conservé et exposé dans une niche encastrée dans le mur sud de l'actuelle église. Un moulage est exposé au musée basque et de l'histoire de Bayonne.

### Moyen Âge
Au Moyen Âge, Ahaizparrena, protégée par ses deux châteaux de Zalduzahar (1125) et Zalduberri (1310) était une étape des chemins de Saint-Jacques-de-Compostelle.

### Époque moderne
En 1784, l'instauration d'une franchise commerciale accordée à Bayonne et à la partie du Labourd située au sud de la Nive, qui entraîna des contrôles "vexatoires" de la Ferme générale pour les communes du nord du Labourd, fut à l'origine d'une révolte des femmes de Hasparren qui se propagea aux communautés voisines. Plusieurs régiments d'occupation furent envoyés sur place plus de 5 000 fusils furent saisis. En rétorsion, l'intendant, M. de Néville, fit abattre le clocher de l'église de Hasparren, qui ne fut reconstruit qu'en 1816.
En 1790, le canton d'Hasparren comprenait les communes de Briscous, Hasparren et Urt, et dépendait du district d'Ustaritz.

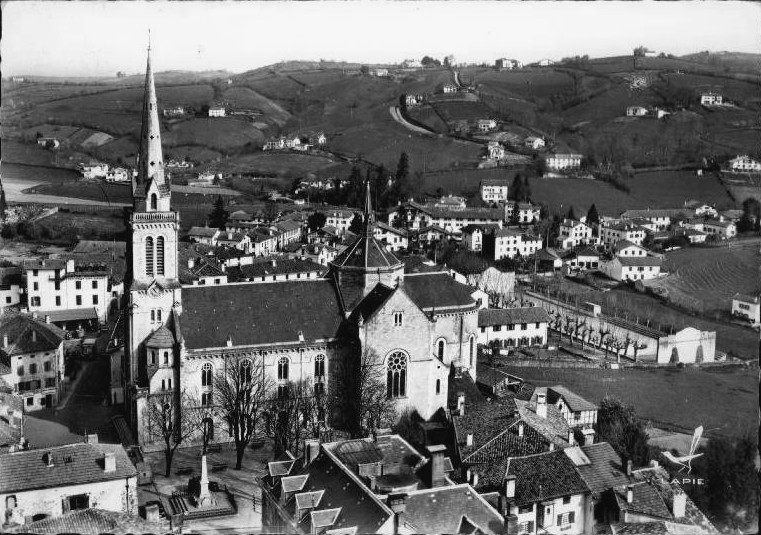
Hasparren autrefois.
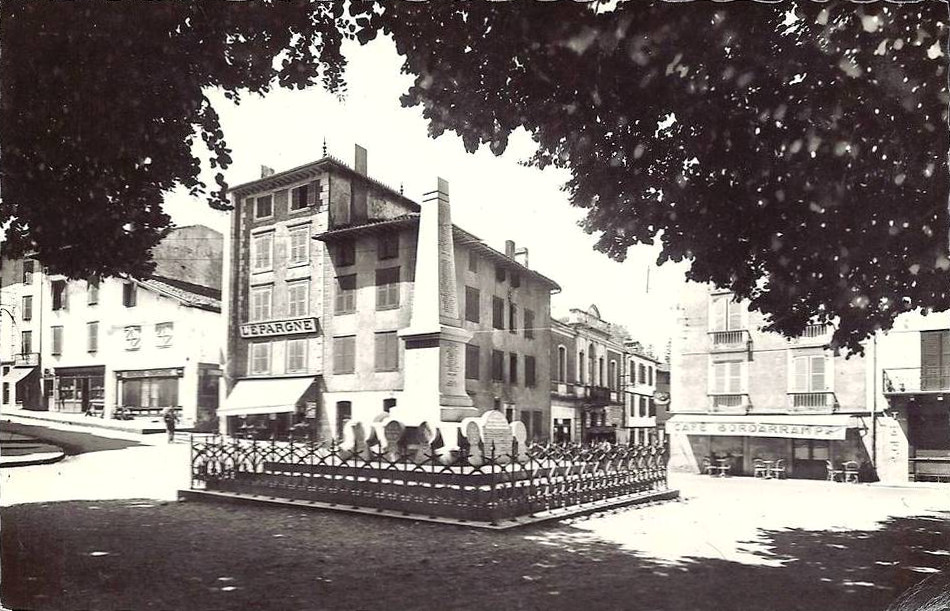
La place de l'Église.
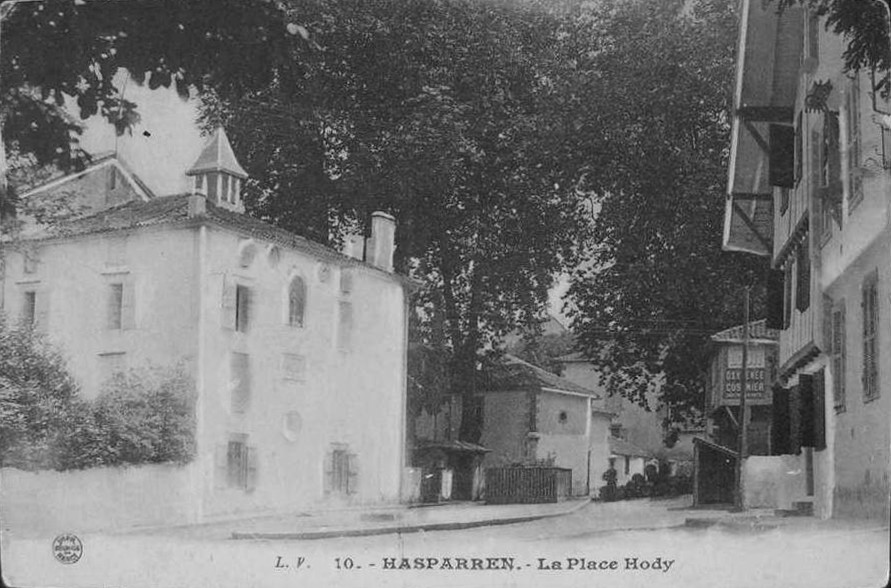
La place Hodi
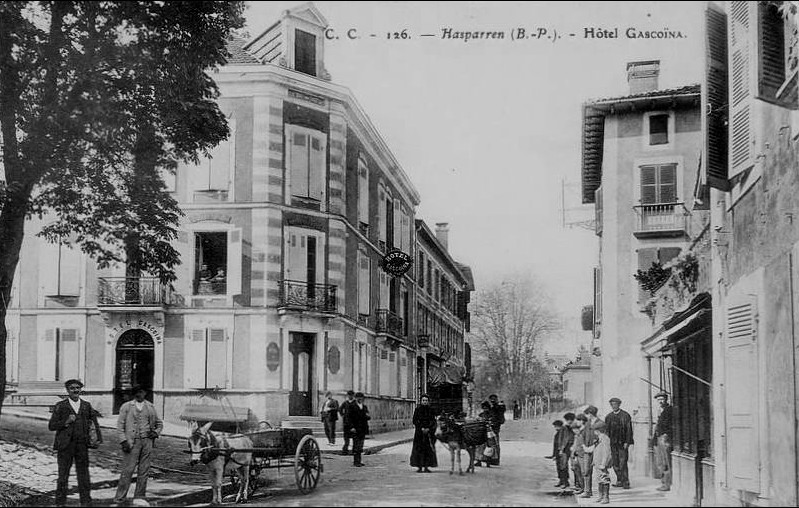
L'ancien hôtel Gascoïna.

## Héraldique
| Blason | Blasonnement : D'azur à la croix ancrée d'or chargée d'un cœur de gueules. |

## Politique et administration

### Liste des maires

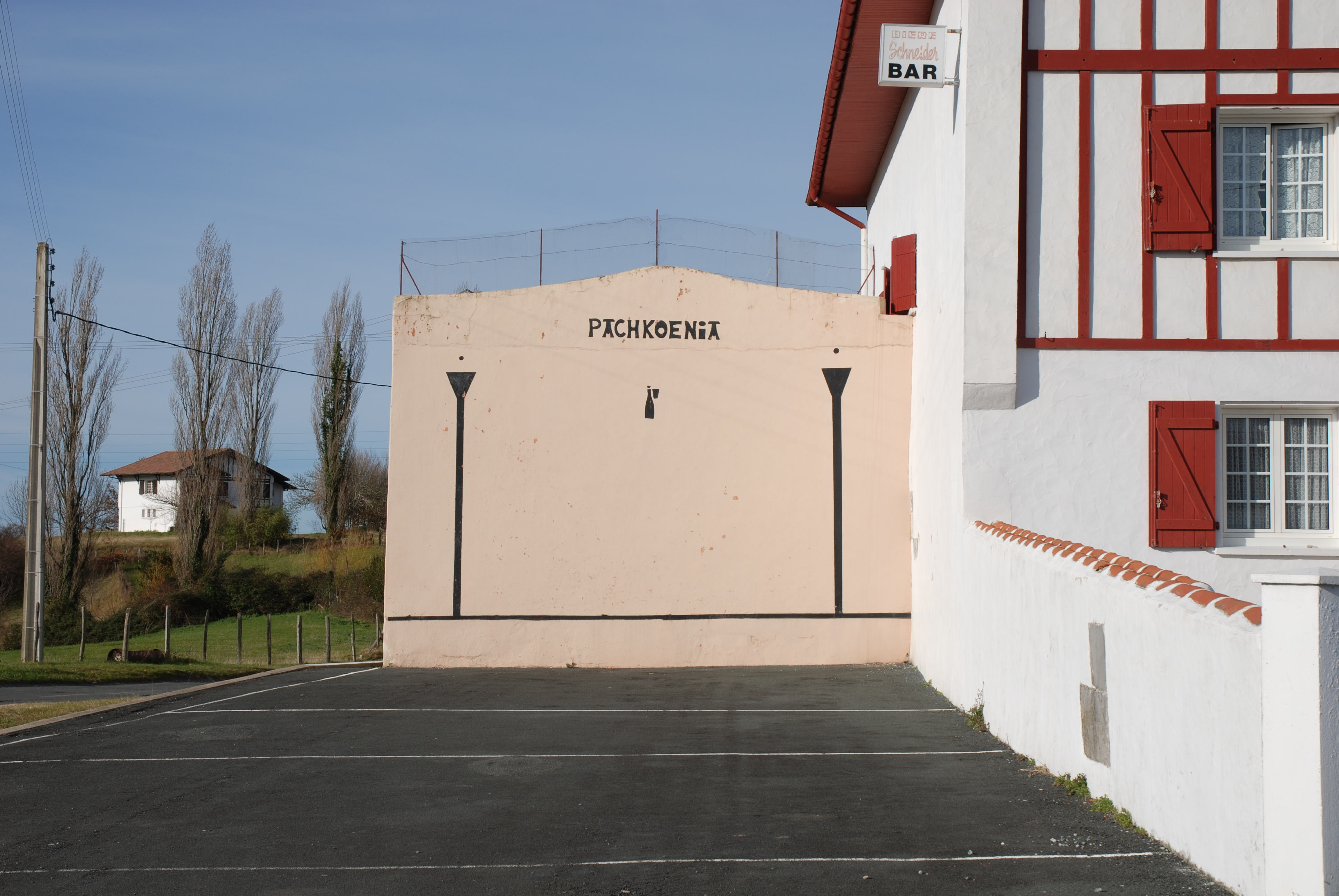
Fronton attenant à un bar.

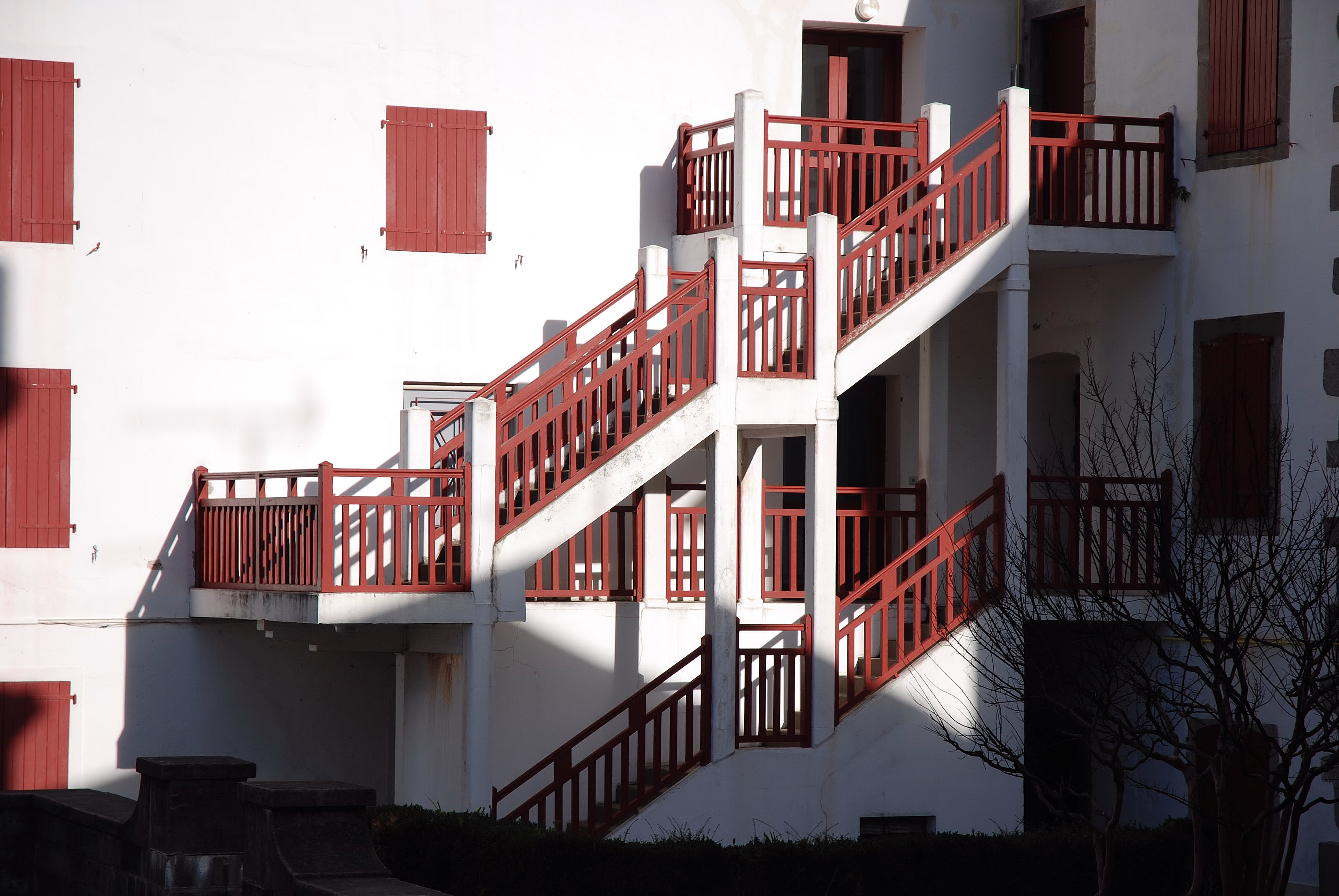
Escaliers aux couleurs basques.

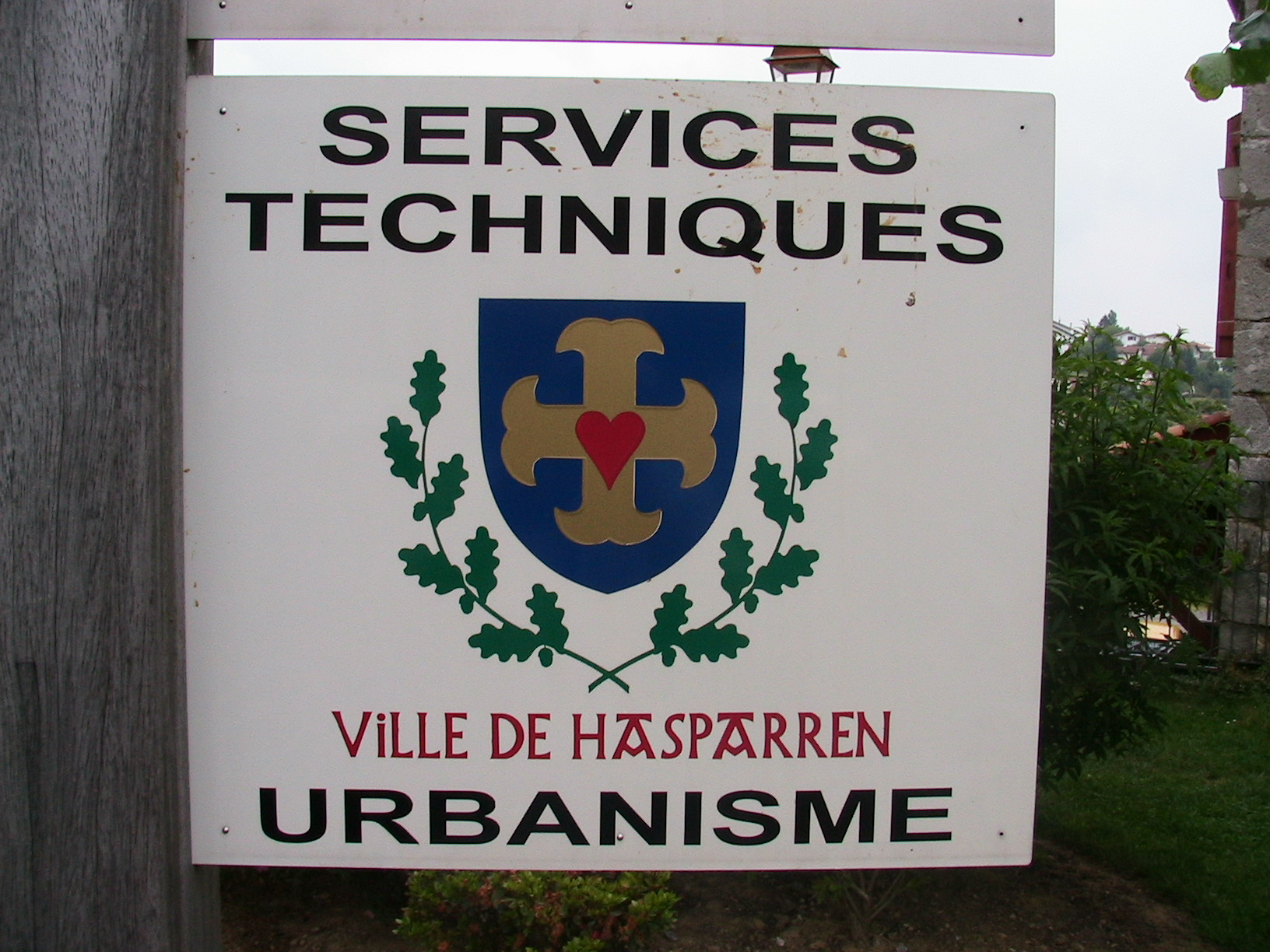
Blason de Hasparren.

| Période                                  | Période   | Identité         | Étiquette       | Qualité |
| ---------------------------------------- | --------- | ---------------- | --------------- | --- |
| 1944                                     | mai 1945  | Louis Madré      | MRP             | |
| mai 1945                                 | mars 1971 | Henri Andrein    |                 | |
| mars 1971                                | juin 1995 | Jean Pinatel     |                 | |
| juin 1995                                | mars 2008 | Jacques Coumet   | DR RPR puis UMP | Clerc de notaire retraité Conseiller général du canton d'Hasparren (1973 → 2004) Député suppléant (2002 → 2012) |
| mars 2008                                | 2020      | Beñat Inchauspe  | DVD puis NC-UDI | Cadre de la fonction publique territoriale Conseiller général du canton d'Hasparren (2004 → 2015) Vice-président de la CC du Pays de Hasparren (2008 → 2016) Conseiller permanent de la Communauté du Pays Basque (2017 → ) |
| 2020                                     | En cours  | Isabelle Pargade | DIV             | Professeur de collège |
| Les données manquantes sont à compléter. |           |                  |                 | |

### Intercommunalité
Hasparren fait partie de trois structures intercommunales :
- la communauté d'agglomération du Pays Basque ;
- le syndicat d’énergie des Pyrénées-Atlantiques ;
- le syndicat intercommunal pour la gestion du centre Txakurrak.

### Jumelages
Azpeitia (Espagne).

## Population et société

### Démographie
L'évolution du nombre d'habitants est connue à travers les recensements de la population effectués dans la commune depuis 1793. Pour les communes de moins de 10 000 habitants, une enquête de recensement portant sur toute la population est réalisée tous les cinq ans, les populations de référence des années intermédiaires étant quant à elles estimées par interpolation ou extrapolation. Pour la commune, le premier recensement exhaustif entrant dans le cadre du nouveau dispositif a été réalisé en 2006.

En 2022, la commune comptait 7 615 habitants, en évolution de +12,7 % par rapport à 2016 (Pyrénées-Atlantiques : +3,78 %, France hors Mayotte : +2,11 %).
| 1793  | 1800  | 1806  | 1821  | 1831  | 1836  | 1841  | 1846  | 1851  |
| ----- | ----- | ----- | ----- | ----- | ----- | ----- | ----- | ----- |
| 4 641 | 4 156 | 4 668 | 4 670 | 5 357 | 5 494 | 5 370 | 5 401 | 5 166 |

| 1856  | 1861  | 1866  | 1872  | 1876  | 1881  | 1886  | 1891  | 1896  |
| ----- | ----- | ----- | ----- | ----- | ----- | ----- | ----- | ----- |
| 5 068 | 5 074 | 5 116 | 5 144 | 5 566 | 5 716 | 5 822 | 5 758 | 5 591 |

| 1901  | 1906  | 1911  | 1921  | 1926  | 1931  | 1936  | 1946  | 1954  |
| ----- | ----- | ----- | ----- | ----- | ----- | ----- | ----- | ----- |
| 5 735 | 5 522 | 5 431 | 5 058 | 5 129 | 5 138 | 5 260 | 5 407 | 5 432 |

| 1962  | 1968  | 1975  | 1982  | 1990  | 1999  | 2006  | 2011  | 2016  |
| ----- | ----- | ----- | ----- | ----- | ----- | ----- | ----- | ----- |
| 5 224 | 5 048 | 5 081 | 5 303 | 5 399 | 5 477 | 5 742 | 6 139 | 6 757 |

| 2021  | 2022  | - | - | - | - | - | - | - |
| ----- | ----- | - | - | - | - | - | - | - |
| 7 577 | 7 615 | - | - | - | - | - | - | - |

## Économie
En 1780, une lettre du syndic du biltzar d'Ustaritz mentionne : la communauté de Hasparren est fort grande et fort peuplée, elle est le siège d'un gros Bourg (...). Grand nombre de ses habitants sont (…) gens de commerce et métiers comme boutiquiers, chamoisiers, corroyeurs, tanneficiers, cordonniers, massons et charpentiers ; ils ne vivent que de leur travail et de leur industrie.
La ville s'est spécialisée dans la tannerie et est demeurée une capitale de la chaussure jusqu'aux années 1970.
L'activité est à présent principalement agricole. La commune fait partie de la zone d'appellation de l'ossau-iraty.

## Culture locale et patrimoine

### Langues
D'après la Carte des Sept Provinces Basques éditée en 1863 par le prince Louis-Lucien Bonaparte, le dialecte basque parlé à Hasparren est le Labourdin.

### Festivités

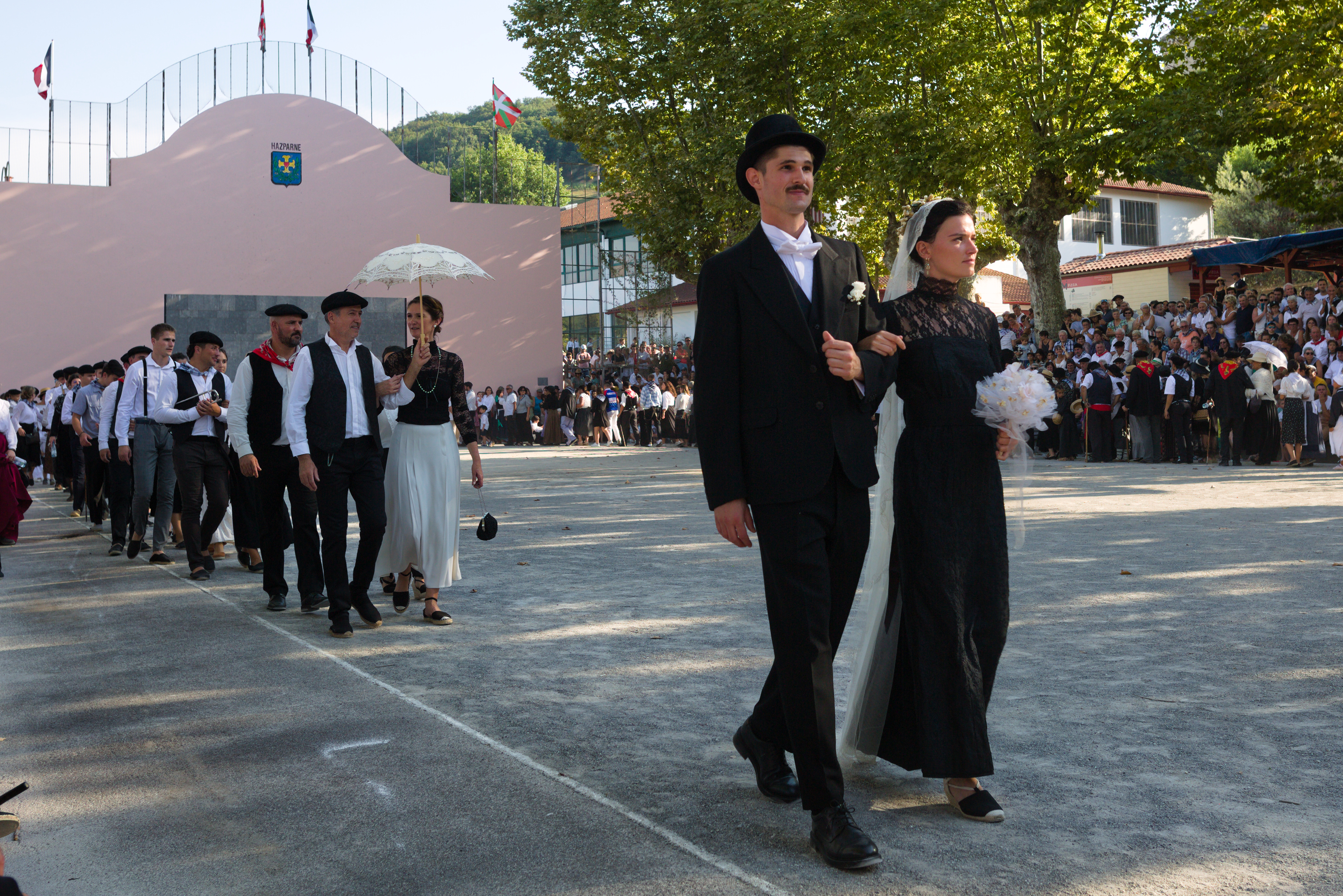
Les mariés du Lehengo Hazparne 2022.

Les fêtes patronales se déroulent à la Saint-Jean autour du 24 juin.
Tous les deux ans, la ville organise le Lehengo Hazparne (Hasparren d'autrefois) mettant en scène la ville et ses habitants tels qu'ils étaient à la fin du XIXe siècle.

### Groupes musicaux et chorégraphiques
- Le groupe de rock Aggressive Agricultor s'est formé à Hasparren.

### Patrimoine civil
- Les enceintes protohistoriques ;
- la route impériale des Cimes (site classé) ;
- la maison Eihartzea (ancienne demeure de Francis Jammes, poète), rénovée en 2012 est aujourd'hui la maison des associations culturelles de Hasparren ;
- le village a érigé en 1998 une stèle des évadés de France, à la mémoire des résistants qui quittèrent la France pour rejoindre l'Armée de la libération via l'Espagne durant la Seconde Guerre mondiale.

|  |  |  |

### Patrimoine religieux
L'église Saint-Jean-Baptiste date de la fin du XIXe siècle sur des fondations du XVIe siècle.
La chapelle du Sacré-Cœur,, actuellement propriété de la commune d'Hasparren, date de 1928. La chapelle est classée monument historique depuis janvier 2011. Il s'agit de la reconstruction d'une chapelle contenue dans la maison des Missionnaires et datant de 1841.
Urcuray dispose également d’une église, l'église Saint-Joseph.
La chapelle d'Elizaberri avec retable en bois polychrome du XVIIe siècle représente la Sainte Trinité. Déployé sur tout le chevet de la chapelle, il offre une architecture parfaitement équilibrée, avec son panneau central sculpté en demi et haut-relief, représentant la Sainte Trinité et des angelots, immédiatement encadré par des chutes de fleurs (roses et lys) et de fruits (grenades et raisins), en alternance, réunies par des rubans élégamment noués ; sommées par des têtes d'anges aux ailes repliées. Le panneau central et les chutes sont mis en relief par des colonnes torses en saillie, prenant appui sur des socles naïvement sculptés de cœurs suspendus soit à une étoile à six branches, dite Sceau de Salomon, soit à une croix aux branches évidées, qui ressemble à la croix de l'Ordre du Saint-Esprit. Autour de ces colonnes s'enroulent des pampres de vigne et des grappes de raisin becquetées par des oiseaux. Elles sont couronnées par des chapiteaux de feuilles d'acanthe.

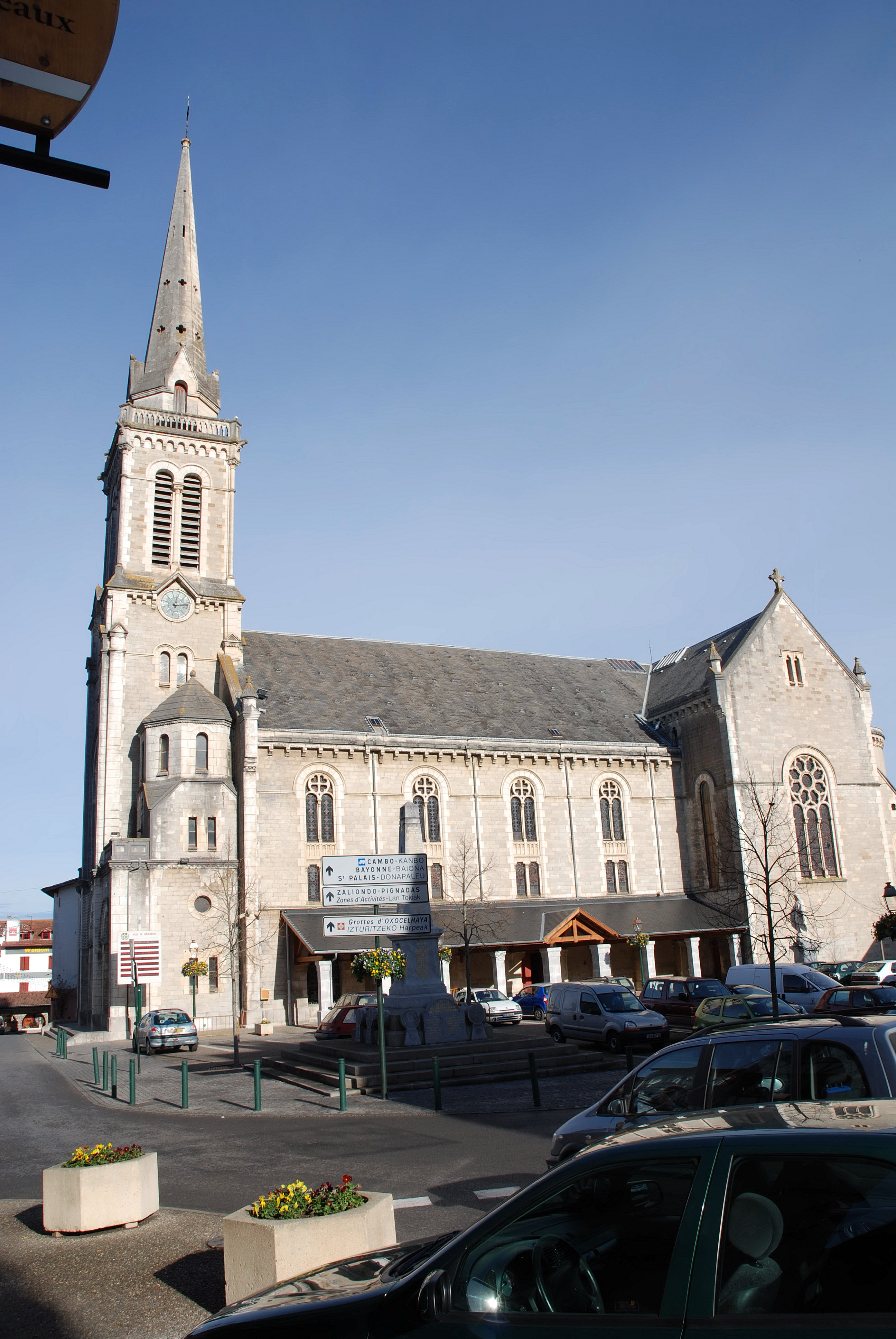
Église Saint Jean-Baptiste.
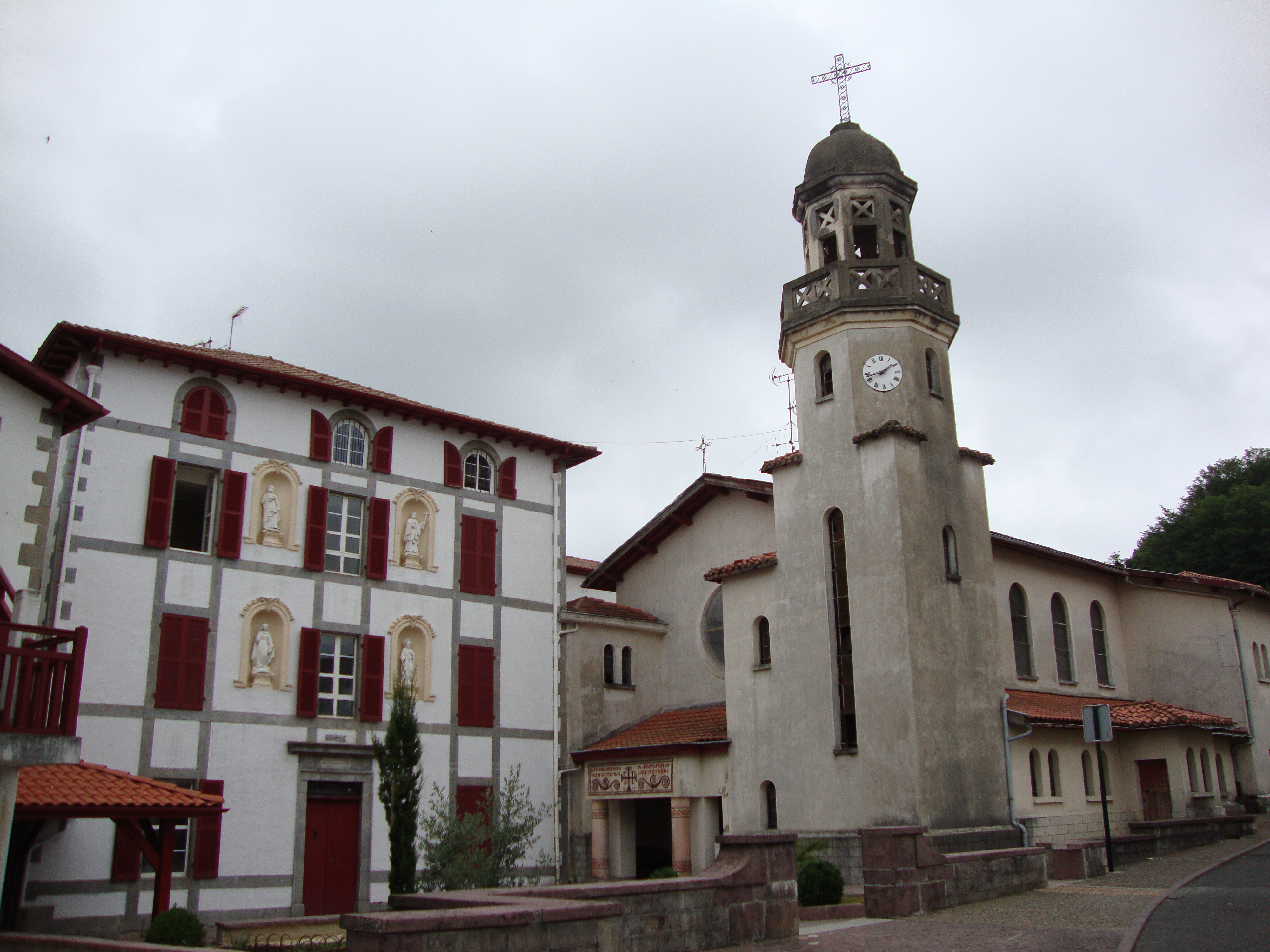
Chapelle du Sacré-Cœur.
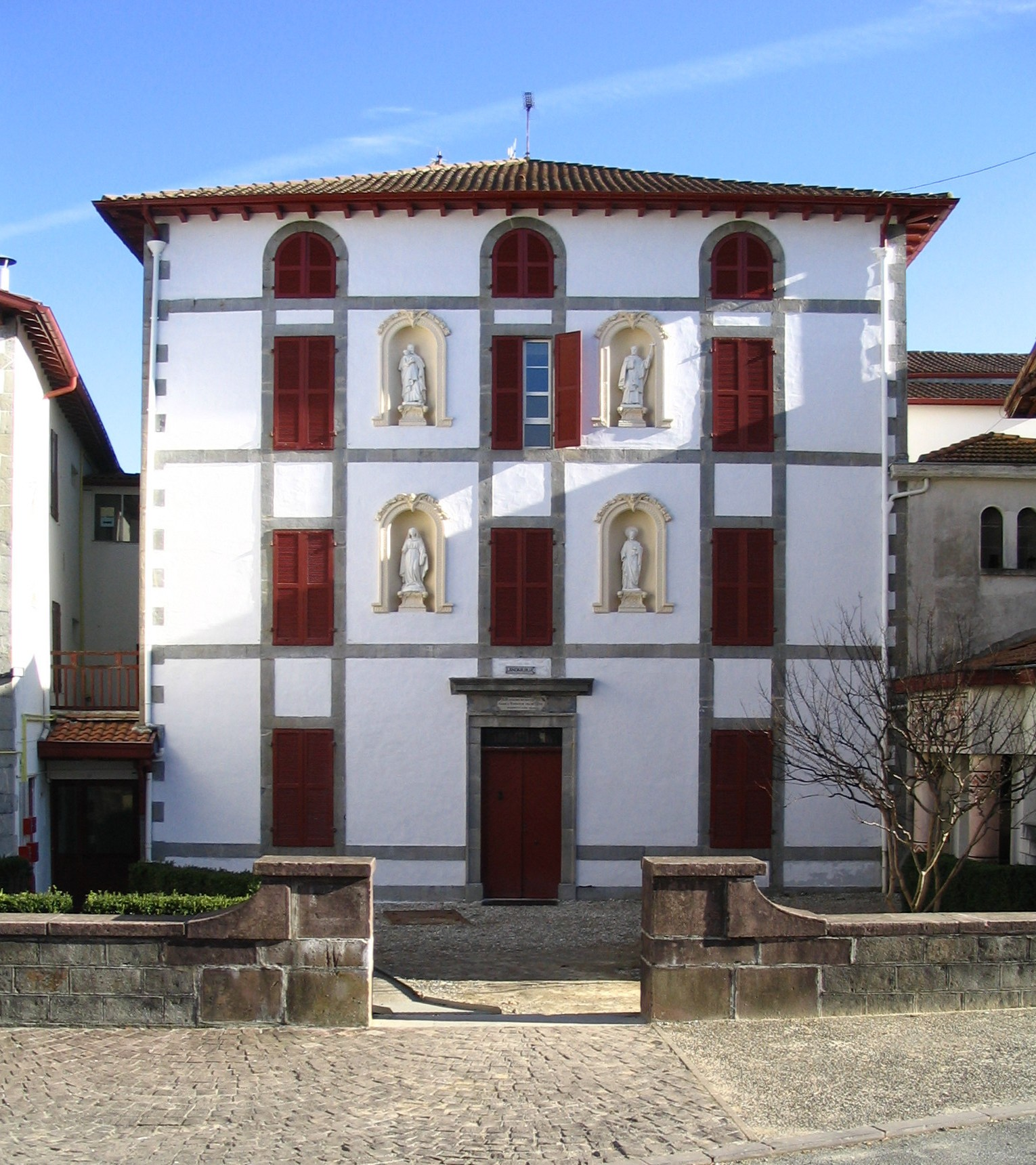
Presbytère de la chapelle Notre-Dame-du-Sacré-Cœur.
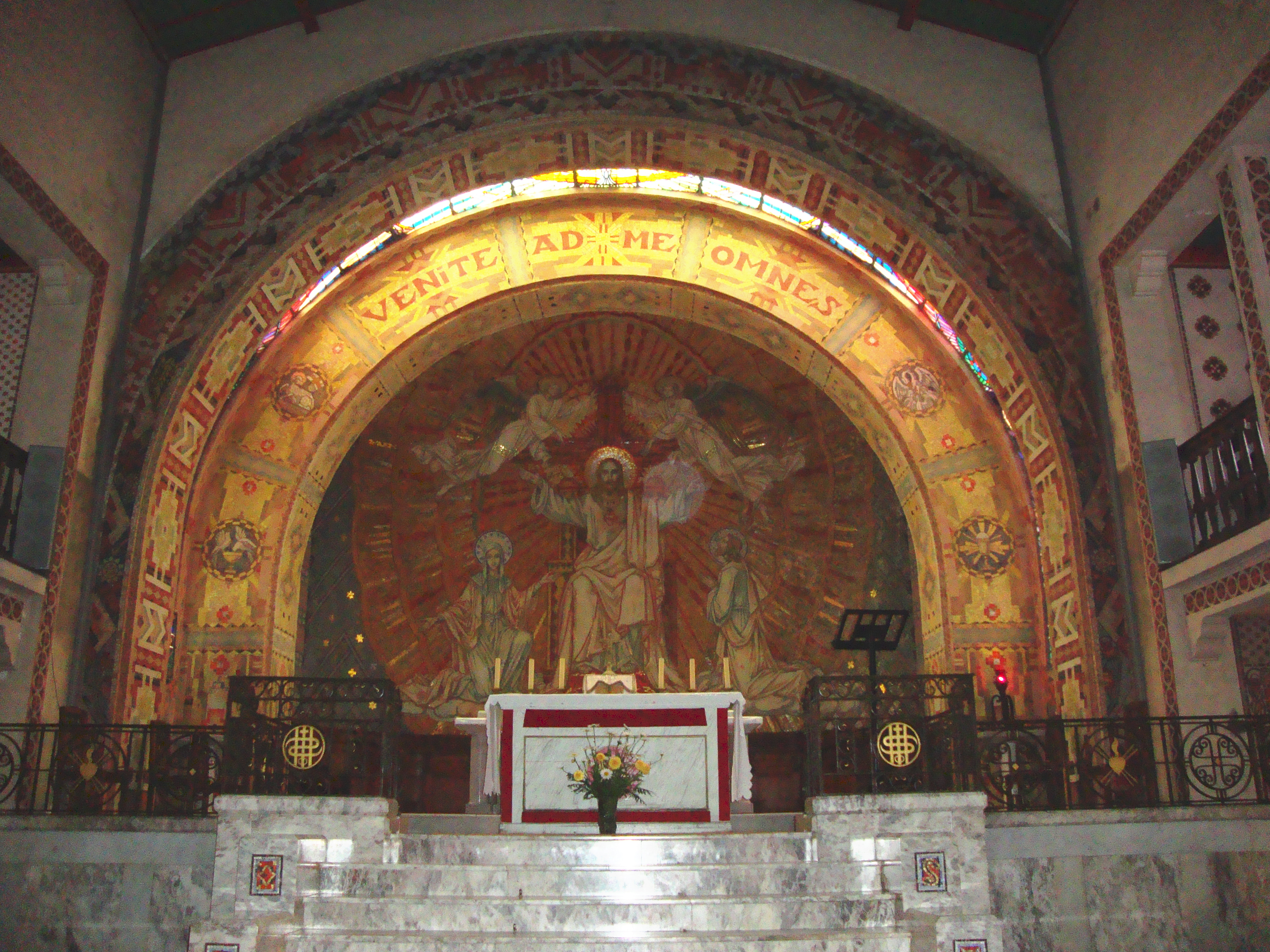
Chœur de la chapelle du Sacré-Cœur.
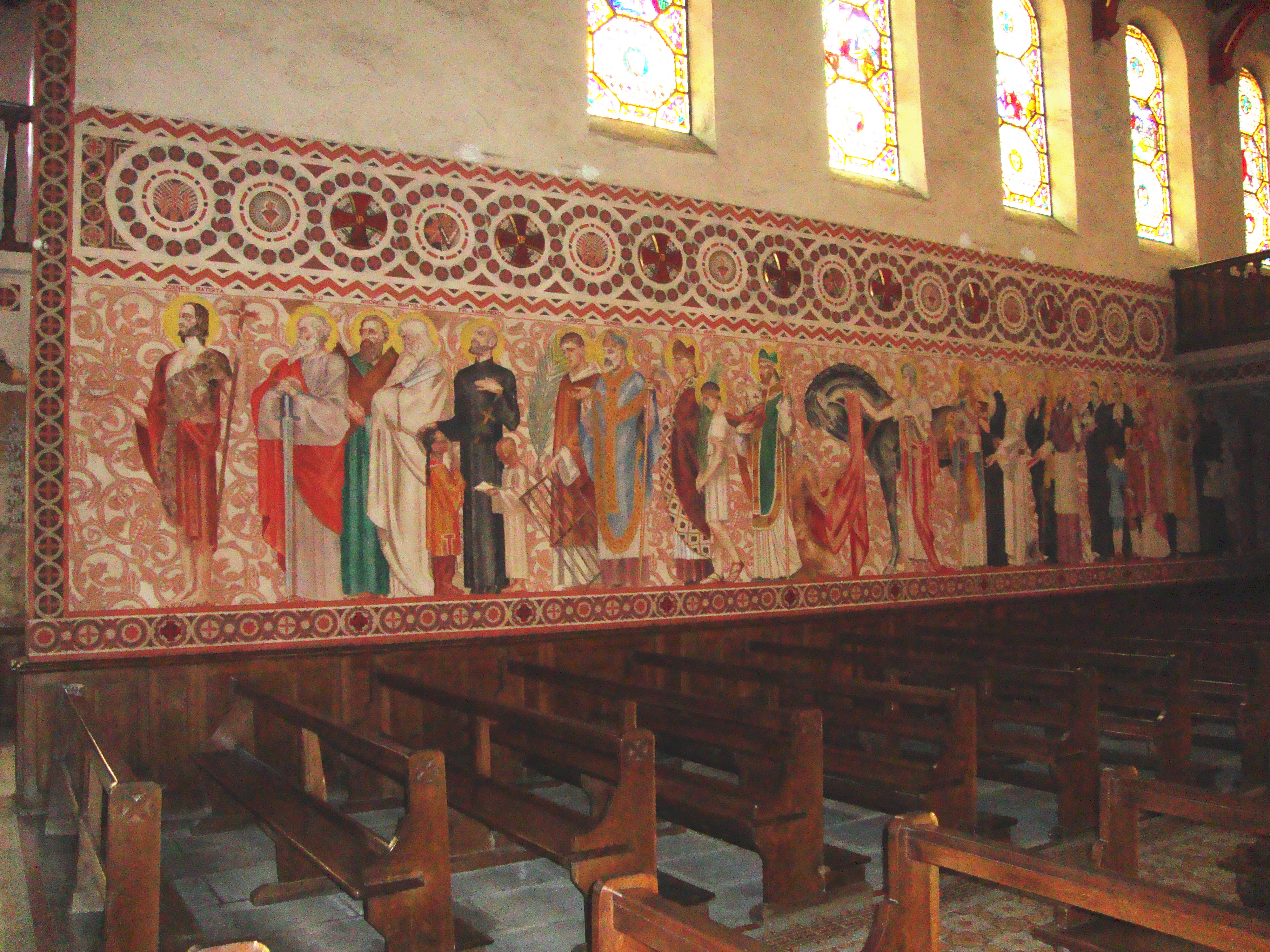
Fresques de la chapelle du Sacré-Cœur.
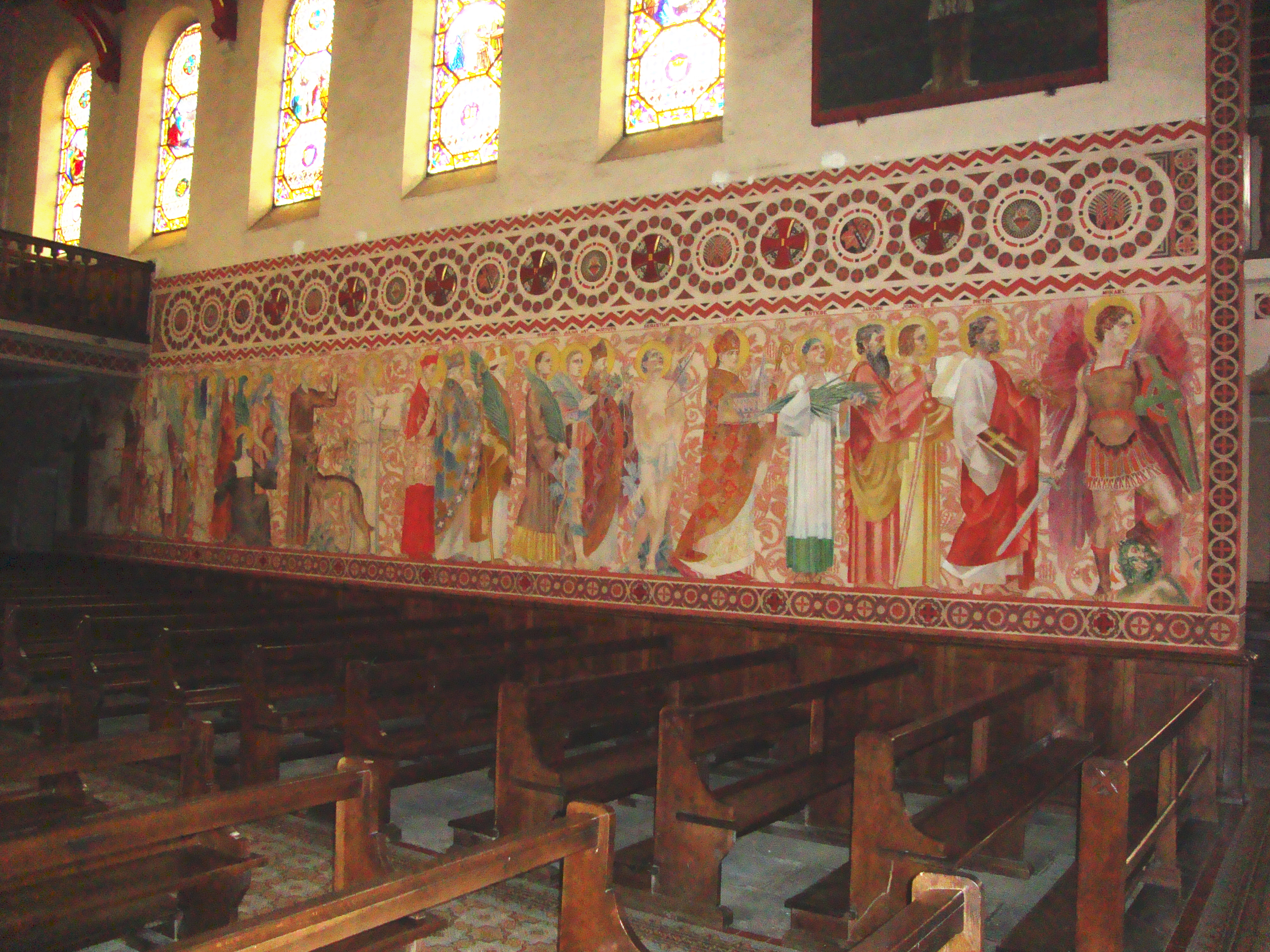
Fresques de la chapelle du Sacré-Cœur.
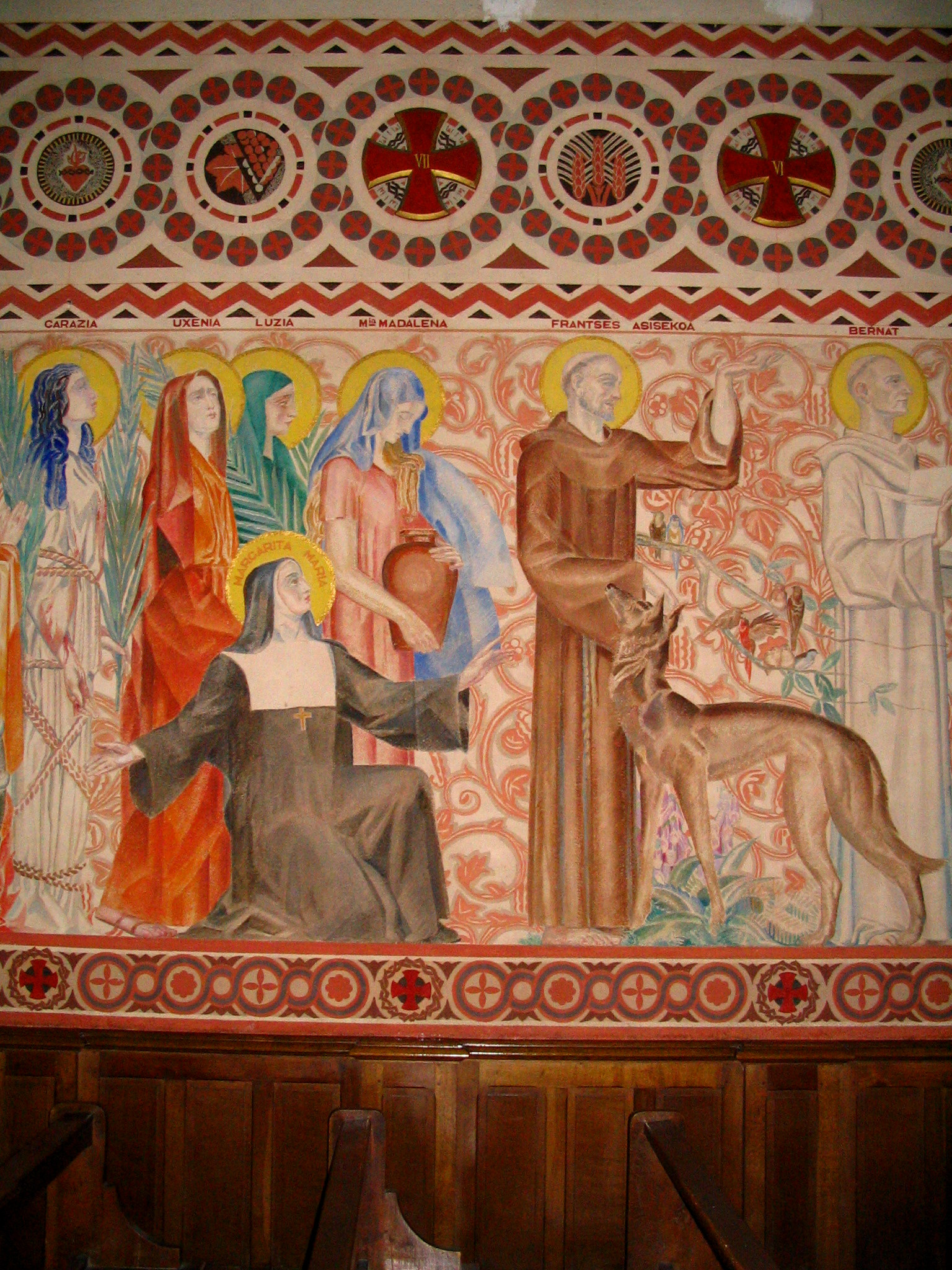
Fresques de la chapelle Notre-Dame-du-Sacré-Cœur, 1934, detail.
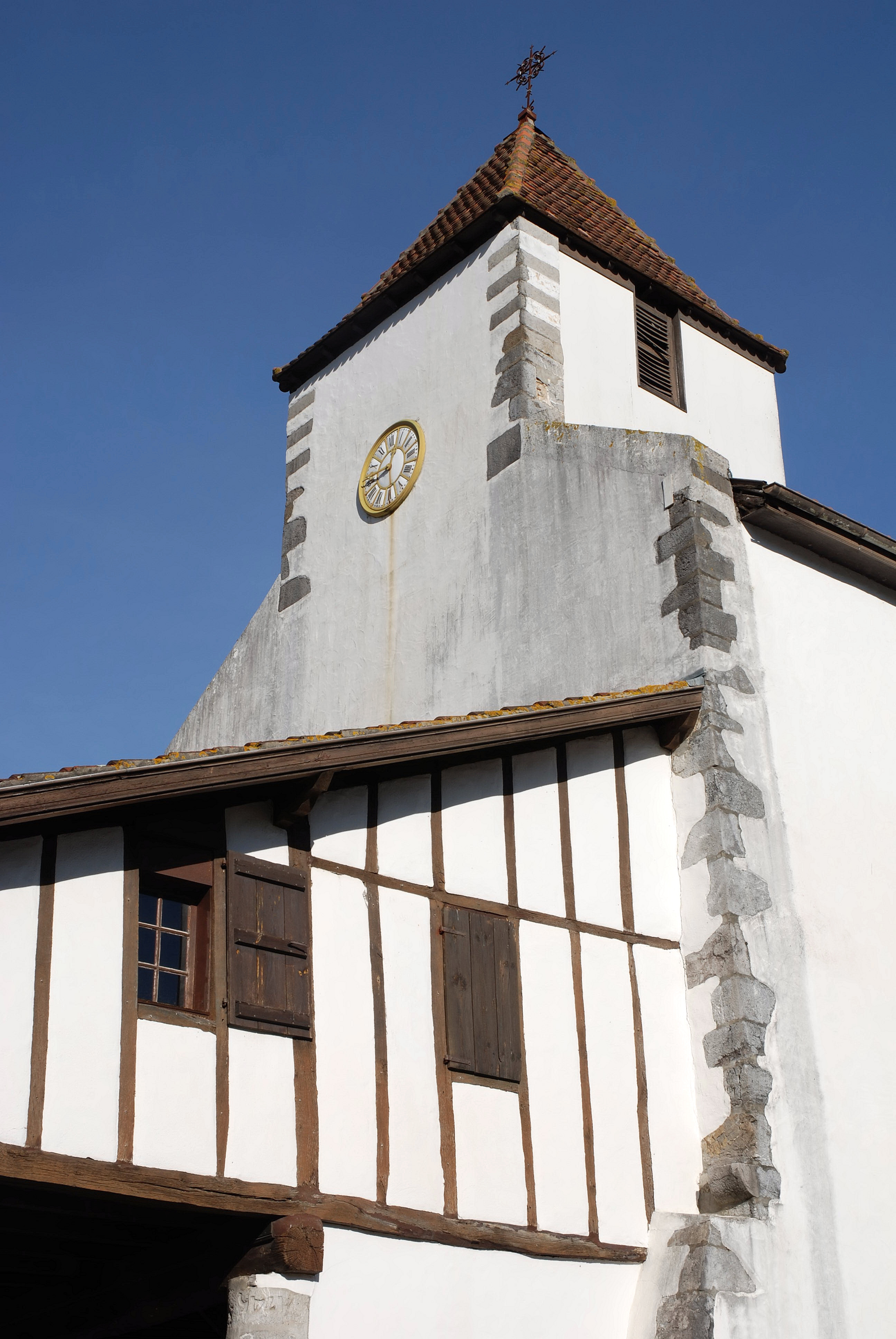
Urcuray, l'église Saint-Joseph.

## Équipements

### Enseignement
La commune dispose de trois écoles, deux collèges et deux lycées :
- l'école primaire publique Jean-Verdun ;
- l'école primaire privée Sainte-Thérèse ;
- l'école primaire privée Ezkia Ikastola, proposant un enseignement basque par immersion[90] contrairement aux deux précédentes qui proposent un enseignement bilingue à parité horaire ;
- le collège public Elhuyar ;
- le collège privé Ursuya ;
- les lycées privés généraux, technologiques, professionnels et agricoles Saint-Joseph et Armand-David.

### Médiathèque Pierre Espil

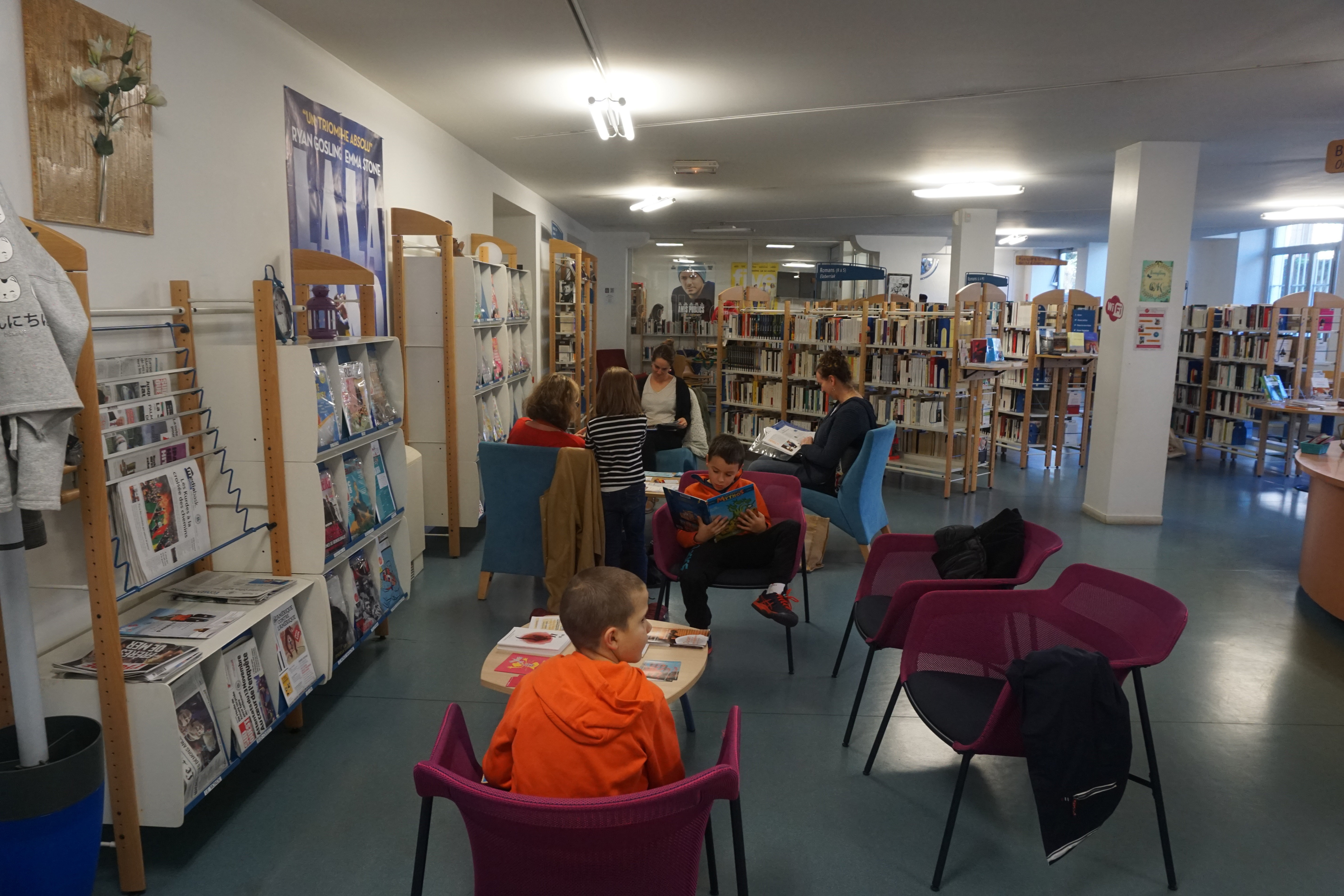
Médiathèque Pierre Espil : accueil et espace presse. En arrière-plan un aperçu du fonds romans.

La commune est dotée d'une médiathèque  de 500 m2 avec un large choix de livres, revues, DVD et CD, ainsi qu'un fonds basque important. Elle dispose également d'une salle multimédia (7 ordinateurs, 1 imprimante-photocopieur-scanner), d'un espace de travail et d'une salle d'exposition.
C'est un endroit confortable et accueillant qui propose, librement et gratuitement, de consulter tous les documents sur place, de lire la presse, de voir des expositions, de participer à des animations, de s'informer, de rencontrer des amis, de préparer un voyage, de réviser... Avec un abonnement, il est possible d'emprunter les documents chez soi.

### Basket-ball
Hasparren Basket Club Zarean (HBCZ) est le seul club de basket-ball du canton. Durant la saison 2018-2019 les deux équipes seniors masculin et féminine, évoluent au niveau régional 3, plus haut niveau jamais atteint par le club. Le club compte aussi une section de sport adapté, et une section basket fauteuil loisir.

### Football
L'association Hasparren Football Club (HFC).
L'équipe évolue au niveau expert en comparatif avec FIFA 17, les joueurs internationaux : Peio Irigaray et Bixente Etcheverry sont prêtés par L'ASSE  jusqu'en 2017. Leurs contrats s'élèveraient à plusieurs millions d'euros en 2018.
L'équipe compte parmi ses rangs l'un des meilleurs remplaçants de l'histoire en la personne de Mathieu Lupiac. Un talent gâché par de nombreuses blessures au coude avec notamment une sérieuse déchirure à l'aine en mai 2015.
En 2017 la référence du foot hazpandar contemporain et ballon d’or Paul Ferreira se blessa gravement au coude lors d’un duel à la buvette

### Rugby
L'équipe de rugby  d'Hasparren, le Hasparren Athletic Club joue en Fédérale 2.

### Pelote basque
La Noizbait de Hasparren est le club de pelote de la ville. Les disciplines pratiquées sont la main nue, le joko garbi et la pala, dans des sections masculines et féminines, en place libre, trinquet et mur à gauche.

### Natation
L'association igerikatzea (natation estivale) participe au challenge du pays basques, ainsi qu'à la coupe de France où des nageurs sont souvent récompensés.
|  |  |  |

## Personnalités liées à la commune

### Nées auXIXesiècle
- Pierre Broussain (1859-1920), né à Hasparren, médecin, maire d'Hasparren, conseiller général, un des fondateurs de l'Académie de la langue basque, linguiste du basque ;
- Clément Mathieu (1882-1963) prélat catholique français, évêque d’Aire et Dax de 1930 à 1963 y est né et est mort à Dax (Landes) ;
- Francis Jammes, (1868-1938), poète français passe la majeure partie de son existence dans le Béarn et Pays basque, sources d'inspiration de sa littérature né à Tournay et y est décédé ;
- Ana Maria Bidegaray (1890-1974), écrivaine et militante féministe basque. Résistante durant la Seconde Guerre mondiale et héroïne du combat contre les nazis, surnommée l'Espionne basque[93] y est née et morte ;
- Piarres Charritton, (1921-2017), philosophe membre de l'académie de la langue basque Euskaltzaindia y est né ;
- Jacques d'Arribehaude (1925-2009), écrivain y est né ;
- Henri Mathieu (1925-2013), professeur de médecine et chercheur y est né ;
- Michel Cartatéguy (1951-), archevêque de Niamey au Niger y est né ;
- Romain Sicard, (1988-), cycliste sur route et sur piste français ;[pourquoi ?]